# Asi mit Niwoh – Die Jürgen Zeltinger Geschichte
Asi mit Niwoh – Die Jürgen Zeltinger Geschichte ist ein Dokumentarfilm von Oliver Schwabe aus dem Jahr 2019.

## Handlung
Der Dokumentarfilm porträtiert das Leben des Kölner Musikers Jürgen Zeltinger.
Dabei werden sowohl alte als auch neue Live-Aufnahmen mit Interviews von Weggefährten und Freunden wie Heiner Lauterbach oder Wolfgang Niedecken gezeigt. Der Zuschauer reist mit Zeltinger durch das Köln der 1980er Jahre, fährt mit dem Wohnmobil durch die USA und sitzt dann wieder mit ihm an seinem Goldfischteich und hört seinen Geschichten zu. Eine entscheidende Figur im Film spielt der Gitarrist Dennis Kleimann, der ein junger Musiker aus Zeltingers Band ist. Jener spielt auch im echten Leben von Jürgen Zeltinger eine große Rolle: Er ist gleichzeitig Ziehsohn, Freund und geduldiger Helfer für den immer noch aufbrausenden 70-Jährigen.

## Rezeption
„Oliver Schwabe portraitiert den homosexuellen Anarcho-Rocker Jürgen Zeltinger routiniert aber empathisch und lässt mit der Nacherzählung dessen legendär-rauschhaften Lebenswandels den Kölner Untergrund der Siebziger und Achtziger zwischen Karneval und Koks wieder auferstehen.“

„Vor allem gelingt Regisseur Schwabe aber, die Feinheiten des Milieus nachzuzeichnen. ‚De Plaat‘ war schon immer ein faszinierender Charakter, ein gewisses Maß an Altersweisheit kann sich dabei sehen lassen. Vor allem die unverstellt persönlichen Aussagen von Weggefährten und Zeltinger selbst machen diese lebendige Musik-Doku sehenswert.“